# Norman Junge
Norman Junge (* 18. Dezember 1938 in Kiel; † 31. März 2022 in Köln) war ein deutscher Bildhauer und Illustrator von Bilderbüchern, der mit dem Bologna Ragazzi Award (1998) und dem Deutschen Jugendliteraturpreis (2012) zwei weltweit renommierte Preise im Bereich der Kinder- und Jugendliteratur erhielt. Als bekanntestes Buch, zu dem er Illustrationen beisteuerte, gilt fünfter sein (1997).

## Leben und Werk
Nach seiner Lehre als Schriftsetzer und einem Studium an der Werkkunstschule und Werkakademie in Kassel arbeitete Junge zunächst als Werbegrafiker. Seit 1967 lebte und arbeitete er in Köln. Ab den 1970er Jahren fertigte er Skulpturen aus unterschiedlichsten Materialien. In den 1980er Jahren war Junge im öffentlichen Raum künstlerisch aktiv. Er brachte damals Siebdrucke auf Wänden und Mauern an, die in Anlehnung an den Roman 1984 mit Piktogrammen die zunehmende Technisierung und Überwachung des menschlichen Lebens kritisierten.
Bekannt wurde Junge vor allem durch seine Illustrationen von Bilderbüchern. Er illustrierte 20 Bücher. Sein Debüt gab er 1985 mit Lehn dich an und träume – Geschichten für aufgeweckte Kinder (Text: Monika Seck-Agthe). Danach folgten Zaubertrottel (1988, Text: Josef Schnelle), Nix Kuckuck (1989, Text: Stephan Köster), Die Ballade von Herrn Gelb und Frau Blau (1992), Jakob und seine 200 Großväter (1992, Text: Miloš Macourek), Eine gemütliche Wohnung (1994, Text: Paul Maar), Der Himmel fiel aus allen Wolken (1994, Text: Fredrik Vahle), immer höher (1996, Text: Ernst Jandl), fünfter sein (1997, Text: Ernst Jandl), Antipoden – Auf der anderen Seite der Welt (1999, Text: Ernst Jandl), Der Schlafbewacher (2000, Text: Erwin Grosche), Der Schnupfen (2000, Text: Christian Morgenstern), Norbert, der Nachtwandler (2001, Text: Donna Bee), ottos mops (2001, Text: Ernst Jandl), Maler Moll (2003, Text: Joachim Rönneper), Das große Lalula (2004, Text: Christian Morgenstern), Geheimes Kinder-Spiel-Buch (2005, Text: Joachim Ringelnatz, weitere Illustratoren: Michael Sowa, Isabel Pin, Katja Wehner, Aljoscha Blau), Alphabet mit Zeichnern – Die Schönen und die Biester von Nikolaus Heidelbach und Norman Junge (2008, Text: Thomas Linden, weiterer Illustrator: Nikolaus Heidelbach), Kinder-Verwirr-Buch (2008, Text: Joachim Ringelnatz) und Pustekönig (2011, Text: Erwin Grosche).
Junge illustrierte in vieren seiner Bücher – immer höher (1996), fünfter sein (1997), Antipoden – Auf der anderen Seite der Welt (1999) und ottos mops (2001) – Gedichte von Ernst Jandl. Jeweils zweimal illustrierte er Gedichte von Joachim Ringelnatz – Geheimes Kinder-Spiel-Buch (2005) und Kinder-Verwirr-Buch (2008) – sowie von Christian Morgenstern – Der Schnupfen (2000) und Das große Lalula (2004).
Hausverlage von Junge waren der Verlag Beltz & Gelberg, bei dem zehn seiner Bücher, sowie der Aufbau-Verlag, bei dem fünf seiner Bücher erschienen. Von Junges Büchern sind mit Eine gemütliche Wohnung (1994), immer höher (1996), fünfter sein (1997), ottos mops (2001), Maler Moll (2003), Geheimes Kinder-Spiel-Buch (2005), Alphabet mit Zeichnern – Die Schönen und die Biester von Nikolaus Heidelbach und Norman Junge (2008), Kinder-Verwirr-Buch (2008) und Pustekönig (2011) neun Publikationen im Buchhandel erhältlich, alle anderen sind vergriffen. Von Junge illustrierte Bücher wurden in zwölf Sprachen übersetzt: Baskisch, Chinesisch, Dänisch, Englisch, Französisch, Japanisch, Koreanisch, Niederländisch, Portugiesisch, Schwedisch, Slowenisch und Spanisch.
Neben seiner Tätigkeit als Illustrator von Bilderbüchern zeichnete Junge zahlreiche Filme für Die Sendung mit der Maus. 2004 zeichnete er verschiedene Folgen für die Fernsehserie Das Nilpferd Nödel.
Für sein illustratives Werk wurde Junge mit vielen bedeutenden Preisen ausgezeichnet, darunter dem Luchs des Jahres (1997) und dem Bologna Ragazzi Award (1998) für fünfter sein sowie dem Sonderpreis des Deutschen Jugendliteraturpreises für das Gesamtwerk Illustration (2012). Junge lebte und arbeitete als Schwarzkünstler, Bildhauer und Zeichner ab 1967 in Köln, wo er 2022 nach langer Krankheit auch verstarb. Er wurde am 12. April 2022 auf dem Kölner Zentralfriedhof Melaten beigesetzt.

## Presseschau
Allgemeine Bedeutung als Illustrator und Bildhauer

„Junge wählt für seine Illustrationen hauptsächlich Texte, die voraussetzen, dass hinter der Welt der sinnlichen Erfahrungen noch eine weitere existiert; in den Texten von Christian Morgenstern, Joachim Ringelnatz, Ernst Jandl und Paul Maar wird der Phantasie ein Eigenrecht eingeräumt. Junge gelingt es mit seiner Kunst nicht nur eine Brücke zu diesen Texten zu bauen, sondern ihnen mit seinen Illustrationen noch eine weitere Deutungsebene hinzuzufügen. Dabei bedient sich Norman Junge einer eigenen Bildsprache, die sich konsequent der Verzweckung entzieht; sein Schaffen steht für Schönheit und Freiheit und erkennt die Realität der Phantasie an. Zu allen Zeiten ist eine solche Sprache vonnöten, um auf die der Kunst innewohnende Freiheit hinzuweisen. Und für diese Sprache der Phantasie hat Norman Junge unverwechselbare und unvergessliche Bilder geschaffen.“

„Norman Junge zählt zu den Urgesteinen der Kölner Künstlerszene. Bekannt wurde er mit Illustrationen nicht nur für Kinderbücher, sondern auch mit skurrilen und absurden Bildergeschichten. [...] Zu den Highlights in der Ausstellung zählen sicher Norman Junges Bildserien zu den Vertretern der deutschen Unsinnspoesie wie Christian Morgenstern, Joachim Ringelnatz und Ernst Jandl – ihnen fühlt sich der Zeichner geistes- und wesensverwandt. Der gleiche Nonsens mit einer verdrehten Logik findet sich ebenso in Junges Beton-Skulpturen wieder, die auch in der Ausstellung gezeigt werden.“

„Junge verdichtet, vereinfacht, verknappt zwischen elementarem Klötzchengefüge und unbefangener Assoziation. Die Freude am Effekt, die Verlockung, am Rand harmloser Katastrophen zu bauen, bleibt die gehobenste Form in der Heiterkeit.“

immer höher (1996)

„Die einfallsreichen Illustrationen von Norman Junge machen aus einem 36-seitigen Bilderbuch ein kleines Meisterwerk, das durch Witz und Klugheit besticht und nicht nur kleine Lesefreunde hellauf begeistern wird – so wie Jandls Gedicht, das dem Spiel mit der bezaubernden Lyrik huldigt und großen Spaß bringt.“

fünfter sein (1997)

„Für das Bilderbuch kombinierte Junge Illustrationen aus einem seiner Trickfilme für Die Sendung mit der Maus. Er begleitet Jandls aus zwölf Wörtern bestehenden Abzählreim, der von der Kraft der Wiederholung lebt, mit minimalen Variationen. Zusätzliche Akzente setzt der Lichtkegel der schwingenden Deckenleuchte.“

Der Schnupfen (2000)

„Junge, Junge, möchte man sagen, lieber Zeichner Norman Junge, das hat Klasse.“

ottos mops (2001)

„Norman Junge hat Knappheit und Komik der Jandlschen Sprache genial und böse in bildnerische Form übertragen: eine Groteske, die das Absurde im Alltäglichen sichtbar macht. Er reduziert sein Bühnenbild auf wenige Requisiten, um den beiden Akteuren freien Raum zu lassen, und Mops ist dabei eindeutig der Überlegene, der sein Herrchen an der Nase herumführt. Der Blick in den kleinen Bühnenraum bleibt konsequent frontal wie im Theater. Dafür verändert sich aber, je nach Stimmung und Situation, der Raum selbst. Junge verzieht ihn mal zu einem verschachtelten Gebilde ohne rechte Winkel, dann wieder kippt er ihn zur Seite oder lässt seine Wände zerfließen. Auf dem Höhepunkt des kleinen Dramas taucht der Illustrator das Bild, bis dahin in warmen rotbraunen Tönen gezeichnet, in fahles gelb-blaues Licht, denn "ottos mops kotzt".“

Alphabet mit Zeichnern – Die Schönen und die Biester von Nikolaus Heidelbach und Norman Junge (2008)

„Hier das Rotkäppchen mit dem Korb, dort – frei nach Ernst Jandl – Ottos kotzender Mops, hier das Selbstporträt des vor sich hin brütenden Künstlers im karierten Hemd, dort die Affenfamilie in Sonntagskluft. – Die Federn in diesem ABC-Buch zweier genialer Künstler sind spitz. Ein lustiger Tanz auf dem Alphabet.“

Kinder-Verwirr-Buch (2008)

„So eröffnet ein Illustrator den sprachspielerischen und auch bitterbösen Gedichten und Märchen von Joachim Ringelnatz neue Verstehensmöglichkeiten. Denn Norman Junges absurde und hintergründige Illustrationen animieren dazu, beharrlich und entdeckungsfreudig die über 70 Jahre alten Texte zu erobern. Gleichzeitig bieten sie in ihrer reduzierten, blau dominierten und durchsichtigen Farbigkeit einen eigenen ästhetischen Genuss. Mit den das Buch durchziehenden Matrosen- und Meeresmotiven nimmt Junge immer wieder deutlichen Bezug zum „sprachverliebten“ Dichter Ringelnatz. So gelingt Norman Junge ein Buch, das Kindern nicht nur die Texte eines wichtigen deutschen Autors darbietet, sondern auch den Verstehensschlüssel dazu.“

„Das ist die Kunst von Norman Junge: dass er Ringelnatz nicht ab-, sondern ausbildet. Das Buch bietet illustrierte Interpretationen zu den Texten. Und wenn auch der Tod, der hier eine große Rolle spielt, nicht direkt dargestellt wird, so ist doch der leere Sessel des Großvaters, auf dem noch Brille und Hut liegen und neben dem zwei Krückstöcke lehnen, eindrucksvoll genug – zumal oben rechts noch ein Rauchkringel verweht. Ist das die Seele oder nur der letzte Rest der großväterlichen Zigarre? Um Missverständnisse zu vermeiden: Die Texte und Bilder sind eher frech als melancholisch – und kongenial. Kannten wir Ringelnatz bisher so? Nein, kannten wir nicht. Sollten wir aber schleunigst kennenlernen.“

## Ausstellungen
Einzelausstellungen:
- 1986: Norman Junge (Plastik), Kunstraum Wuppertal
- 1987: Bewegt (Plastik), Bilderbuchmuseum Troisdorf
- 1988: Schlachtenmalerei, Ultimate Akademie Köln, Pantheon Bonn
- 1989: Freilauf (Plastik), Galerie Schneiderei Köln
- 1990: Modell oder Plastik, Galerie Pazzi Both Köln
- 1996: Maler Moll und Dichter Dur (Zeichnung) Text: Joachim Rönneper, Kurpfälzisches Museum Heidelberg, Städtisches Museum Gelsenkirchen, Museum der Stadt Ratingen, Bilderbuchmuseum Troisdorf
- 1999: Maler Moll & Dichter Dur, Galerie CCAA Köln
- 1999: Norman Junge als Zeichner, Stadtbibliothek Duisburg
- 2000: Norman Junge Zeichnungen, Stadtmuseum Freising
- 2001: Maler Moll und Dichter Dur (Zeichnung) Text: Joachim Rönneper, Stadtbibliothek Nettetal
- 2001: Plastiken und Zeichnungen, Kunstverein Pumpwerk Siegen
- 2003: Maler Moll und Dichter Dur (Zeichnung), Museum für Angewandte Kunst Köln
- 2004: so so (Kleinplastiken), Erdrand 432 u.N.N. Weweler / Belgien
- 2005: Junge, Junge!, Wilhelm Lehmbruck Museum Duisburg, Kunsthalle Emden, Kinder-Akademie Fulda
- 2006: Junge, Junge! (Zeichnungen und Skulpturen) im Burg Wissem Bilderbuchmuseum der Stadt Troisdorf vom 11.6.–20.8.
- 2006: Kinderspielebuch, Ringelnatz-Museum Wurzen
- 2009: Jandl trifft Junge, Literaturhaus Wien / Österreich
- 2009: Papierschrauben & Flugbeton (Skulpturen), Atelier Barczat Wuppertal
- 2010: Ungeheuer Nikolaus Heidelbach / Norman Junge, Museum für Angewandte Kunst Köln vom 17. April bis 4. Juli (circa 600 Originalskizzen, Entwürfe und Zeichnungen sowie 30 Skulpturen, dazu Bücher und Filme)[16]
- 2010: Drei Wochen war der Frosch so krank..., Foyer der Angelika-Lautenschläger-Klinik Heidelberg
- 2012: VERZEICHNET, Städtische Galerie am Abdinghof Paderborn
- 2012: Das große Lalula, Museum Langes Tannen Uetersen vom 21.9.–25.11.[17]
- 2013: Alphabet mit Zeichnern, Illustrationen von Norman Junge und Nikolas Heidelbach ab 28. November[18]

Gruppenausstellungen (Auswahl):
- 1976: Teilnahme Theaterplakatausstellung Goethe-Institut Amsterdam
- 1989: Teilnahme an der Biennale für Kinderbuchzeichnungen in Bratislava / Tschechoslowakei
- 2005: Kinderspielebuch Norman Junge / Michael Sowa, Ringelnatzmuseum Cuxhaven
- 2009: Aus dem Stamm. Die Sinnlichkeit des Materials, Kunstverein Ettlingen
- 2010: Krankheit im Bild, Angelika-Lautenschläger-Klinik Heidelberg
- 2010: Im Reich der Phantasie, Kulturamt Stadt Mindelheim

## Bibliografie
| Erstausgabe | Titel                                                                                         | Text                  | Illustration                                                        | Verlag (Ort)               | ISBN                   | Anmerkungen                                                                                          |
| ----------- | --------------------------------------------------------------------------------------------- | --------------------- | ------------------------------------------------------------------- | -------------------------- | ---------------------- | --- |
| 1985        | Lehn dich an und träume – Geschichten für aufgeweckte Kinder                                  | Monika Seck-Agthe     | Norman Junge                                                        | Beltz & Gelberg (Weinheim) | ISBN 978-3-407-80295-8 | nur noch antiquarisch erhältlich                                                                     |
| 1988        | Zaubertrottel                                                                                 | Josef Schnelle        | Norman Junge                                                        | Beltz & Gelberg (Weinheim) | ISBN 978-3-407-80357-3 | nur noch antiquarisch erhältlich                                                                     |
| 1989        | Nix Kuckuck                                                                                   | Stephan Köster        | Norman Junge                                                        | Beltz & Gelberg (Weinheim) | ISBN 978-3-407-80367-2 | nur noch antiquarisch erhältlich                                                                     |
| 1992        | Die Ballade von Herrn Gelb und Frau Blau                                                      |                       | Norman Junge                                                        | Igel (Dortmund)            | ISBN 978-3-89353-039-7 | weitere andere dem Buch Beteiligte: Klaus W. Hoffmann, Ulrich Türk nur noch antiquarisch erhältlich  |
| 1992        | Jakob und seine 200 Großväter                                                                 | Miloš Macourek        | Norman Junge                                                        | Beltz & Gelberg (Weinheim) | ISBN 978-3-407-80396-2 | von Peter Sager aus dem Tschechischen übersetzt nur noch antiquarisch erhältlich                     |
| 1994        | Eine gemütliche Wohnung                                                                       | Paul Maar             | Norman Junge                                                        | Beltz & Gelberg (Weinheim) | ISBN 978-3-407-79137-5 | nur noch antiquarisch erhältlich Neuauflage 2010: Beltz & Gelberg (Weinheim), ISBN 978-3-407-76036-4 |
| 1994        | Der Himmel fiel aus allen Wolken                                                              | Fredrik Vahle         | Norman Junge                                                        | Beltz & Gelberg (Weinheim) | ISBN 978-3-407-79654-7 | nur noch antiquarisch erhältlich                                                                     |
| 1996        | immer höher                                                                                   | Ernst Jandl           | Norman Junge                                                        | Beltz & Gelberg (Weinheim) | ISBN 978-3-407-79178-8 | nur noch antiquarisch erhältlich Neuauflage 2011: Tulipan (Berlin), ISBN 978-3-939944-61-4           |
| 1997        | fünfter sein                                                                                  | Ernst Jandl           | Norman Junge                                                        | Beltz & Gelberg (Weinheim) | ISBN 978-3-407-79195-5 | nur noch antiquarisch erhältlich Neuauflage 2012: Beltz & Gelberg (Weinheim), ISBN 978-3-407-76005-0 |
| 1999        | Antipoden – Auf der anderen Seite der Welt                                                    | Ernst Jandl           | Norman Junge                                                        | Beltz & Gelberg (Weinheim) | ISBN 978-3-407-79232-7 | nur noch antiquarisch erhältlich                                                                     |
| 2000        | Der Schlafbewacher                                                                            | Erwin Grosche         | Norman Junge                                                        | Gabriel (Wien)             | ISBN 978-3-7072-6615-3 | nur noch antiquarisch erhältlich                                                                     |
| 2000        | Der Schnupfen                                                                                 | Christian Morgenstern | Norman Junge                                                        | Aufbau (Berlin)            | ISBN 978-3-351-04007-9 | nur noch antiquarisch erhältlich                                                                     |
| 2001        | Norbert, der Nachtwandler                                                                     | Donna Bee             | Norman Junge                                                        | Aufbau (Berlin)            | ISBN 978-3-351-04015-4 | herausgegeben von Ute Blaich nur noch antiquarisch erhältlich                                        |
| 2001        | ottos mops                                                                                    | Ernst Jandl           | Norman Junge                                                        | Beltz & Gelberg (Weinheim) | ISBN 978-3-407-79807-7 | nur noch antiquarisch erhältlich Neuauflage 2013: Tulipan (Berlin), ISBN 978-3-86429-147-0           |
| 2003        | Maler Moll                                                                                    | Joachim Rönneper      | Norman Junge                                                        | Kindermann (Berlin)        | ISBN 978-3-934029-20-0 | gleichnamige Publikation bereits 1995 erschienen als Katalog zur ebenfalls gleichnamigen Ausstellung |
| 2004        | Das große Lalula                                                                              | Christian Morgenstern | Norman Junge                                                        | Aufbau (Berlin)            | ISBN 978-3-351-04056-7 | herausgegeben von Ute Blaich nur noch antiquarisch erhältlich                                        |
| 2005        | Geheimes Kinder-Spiel-Buch                                                                    | Joachim Ringelnatz    | Michael Sowa, Isabel Pin, Norman Junge, Katja Wehner, Aljoscha Blau | Aufbau (Berlin)            | ISBN 978-3-351-04061-1 | nur noch antiquarisch erhältlich Neuauflage 2008: Aufbau (Berlin), ISBN 978-3-351-04087-1            |
| 2008        | Alphabet mit Zeichnern – Die Schönen und die Biester von Nikolaus Heidelbach und Norman Junge | Thomas Linden         | Nikolaus Heidelbach, Norman Junge                                   | Greven (Köln)              | ISBN 978-3-7743-0406-2 | herausgegeben von Thomas Linden                                                                      |
| 2008        | Kinder-Verwirr-Buch                                                                           | Joachim Ringelnatz    | Norman Junge                                                        | Aufbau (Berlin)            | ISBN 978-3-351-04085-7 | Nachwort: Roger Willemsen                                                                            |
| 2011        | Pustekönig                                                                                    | Erwin Grosche         | Norman Junge                                                        | Boje (Köln)                | ISBN 978-3-414-82292-5 | |

Weitere Publikationen:
- 1975: Cannain / Pieniak / Voigt: Ideen realisieren rororo
- 1987: Schlachtenmalerei, in: Hans Kultur Heft 11
- 1987: Peter Tange: Bewegt. Bilderbuchmuseum der Stadt Kunst Troisdorf Burg Wissem
- 1988 Gaida, Klaus Georg / Norman Junge: Quasar – Untersuchungen in der Unverständlichkeit Köln
- 1994: Arnaud Aiméras: Mystère et carabistouilles. Bayard Presse Jeune Paris
- 1995: Dichter Dur / Maler Moll Malung & Dichterei, Stadtmuseum Ratingen, Kurpfälzisches Museum Heidelberg, Stadtmuseum Gelsenkirchen, Bilderbuchmuseum Troisdorf
- 1996: Dieter Höss: Mal mal Rette deine Haut – Lehrbuch gegen Hauskrebs. Ministerium für Arbeit, Gesundheit und Soziales NRW
- 1998: Wiltrud Beringer: Spiel mit mir – Spielebuch. Ministerium für Arbeit, Gesundheit und Soziales NRW
- 2000: Pochoir: Siebdruck auf Häuserwände
- 2005: Papierschrauben & Flugbeton Skulpturen und Zeichnungen, Kindermuseum im Wilhelm Lehmbruck Museum Duisburg, Kunsthalle in Emden, Kinder-Akademie Fulda, Bilderbuchmuseum der Stadt Troisdorf Burg Wissem
- 2006: Gedichte und Bilder, Carlsen Verlag Hamburg
- 2009: Aus dem Stamm. Sinnlichkeit des Materials, Holzskulptur heute. Kunstverein Wilhelmshöhe Ettlingen e. V., Städt. Kunstmuseum Singen und Kunstverein Singen

## Nominierungen und Auszeichnungen
- 1972: Rosarium-Plakat der Stadt Dortmund (1. Preis) auf der Royal Agricultural Winter-Fair Toronto / Kanada
- 1982: Preisausschreiben Konkret Heft 6. Juni 1892 (1. Preis)
- 1986: Troisdorfer Bilderbuchpreis (3. Preis) für Zaubertrottel (Video)[19]
- 1987: Troisdorfer Bilderbuchpreis (1. Preis) für Nix Kuckuck (Video)[19]
- 1990: Sonderpreis Film Stadt Troisdorf für Hochzeitsball
- 1990: Videopreis für Das traurige Nilpferd[19]
- 1997: Luchs des Monats für fünfter sein im September
- 1997: Luchs des Jahres für fünfter sein
- 1997: Eselsohr München, Radio Bremen, Die schönsten deutschen Bücher Stiftung Buchkunst Frankfurt am Main für fünfter sein
- 1997: Eselsohr München für immer höher
- 1998: Ragazzi Award Bologna für fünfter sein
- 1998: Nominierung für den Deutschen Jugendliteraturpreis für fünfter sein in der Kategorie Bilderbuch[20]
- 1999: Kinder- und Jugendbuchpreis des deutschen Ärztinnenbundes e. V. für fünfter sein
- 2000: Vlag en Wimpel Amsterdam für fünfter sein
- 2000: Federhasenpreis Wien, Ehrenliste zum österreichischen Kinder- und Jugendbuchpreis Bundeskanzleramt Wien für Der Schlafbewacher
- 2001: Schnabelsteherpreis für ottos mops
- 2004: Buch des Monats der Arbeitsgemeinschaft Kinder- und Jugendliteratur für Das große Lalula im Dezember
- 2008: Die 7 besten Bücher für junge Leser Deutschlandfunk für  Das Kinder-Verwirr-Buch
- 2008: Illustrationspreis für Kinder- und Jugendbücher des Gemeinschaftswerkes der Evangelischen Publizistik Frankfurt am Main für Das Kinder-Verwirr-Buch
- 2008: Die besten 7 Bücher für junge Leser für Alphabet mit Zeichnern – Die Schönen und die Biester im August[21]
- 2009: Nominierung für den Deutschen Jugendliteraturpreis für Kinder-Verwirr-Buch in der Kategorie Bilderbuch[22]
- 2012: Sonderpreis des Deutschen Jugendliteraturpreises für das Gesamtwerk Illustration[23]